# Wanda Wójtowicz
Wanda Janina Wójtowicz (ur. 13 sierpnia 1941 w Lublinie, zm. 11 listopada 2024) – polska prawnik, profesor, nauk prawnych.

## Życiorys
Była absolwentką Uniwersytetu Marii Curie-Skłodowskiej w Lublinie, w 1964 ukończyła historyczne, w 1968 studia prawnicze. Po studiach rozpoczęła pracę na macierzystej uczelni, początkowo w Katedrze Prawa Rzymskiego, od 1971 w Zakładzie Prawa Finansowego. Na UMCS obroniła w 1975 pracę doktorską Ochrona interesu finansowego państwa w polskim ustawodawstwie karnym skarbowym napisaną pod kierunkiem Henryka Renigera, w 1986 habilitowała się na podstawie pracy Reglamentacja dewizowa w europejskich państwach socjalistycznych. Od 1989 kierowała Zakładem (następnie Katedrą) Prawa Finansowego. W 1997 uzyskała tytuł profesora nauk prawnych. Przeszła na emeryturę w 2011. W latach 1983-1998 równocześnie była zatrudniona w Katedrze Finansów i Prawa Finansowego na Wydziale Prawa, Prawa Kanonicznego i Administracji Katolickiego Uniwersytetu Lubelskiego, kierowała tą katedrą w latach 1989-1998.
Pracowała także w Wyższej Szkole Służby Społecznej im. ks. Franciszka Blachnickiego w Suwałkach, w Akademii Polonijnej w Częstochowie oraz na Uniwersytecie Przyrodniczo-Humanistycznym w Siedlcach.
Była członkiem Komisji Prawniczej na Oddziale PAN w Lublinie.

## Odznaczenia
- Medal Komisji Edukacji Narodowej[2]
- Złoty Krzyż Zasługi[2]